# Cryptocoryne schulzei
Cryptocoryne schulzei är en kallaväxtart som beskrevs av De Wit. Cryptocoryne schulzei ingår i släktet Cryptocoryne och familjen kallaväxter. Inga underarter finns listade.